# Кнабе, Адольф Николаевич
Адо́льф Никола́евич Кна́бе (1850-е — не ранее 1900) — русский архитектор (техник архитектуры) и строительный подрядчик, автор построек в Москве. Большинство сохранившихся построек А. Н. Кнабе внесено в реестр объектов культурного наследия г. Москвы.
Биографический данные об архитекторе крайне скудны. Известно, что родным городом Кнабе была Варшава. В 1873 году он получил свидетельство Техническо-строительного комитета МВД на производство работ по гражданской строительной и дорожной части. В 1875 году состоял архитектором Северного страхового общества. Работал в Москве и Подмосковье как архитектор и строительный подрядчик.

## Работы
- Дом купчихи Авдотьи Бучумовой (1878, Москва, Сандуновский переулок, 3)[2];
- Перестройка Кухонного корпуса (1882, Москва, Коробейников переулок, 1/2, стр. 3), выявленный объект культурного наследия[4];
- Перестройка городской усадьбы Н. П. Маттейсена (1884, Москва, Георгиевский переулок, 1)[4];
- Дом Киреевской (1885, Москва, Большая Ордынка, 41)[2];
- Временные торговые ряды (1886, Москва, Красная площадь), не сохранились[3];
- Перестройка городской усадьбы М. Н. Орлова — А. Ю. Долгорукова — А. Т. Назаровой, совместно с К. И. Андреевым (1888, Москва, Большой Ржевский переулок, 5), объект культурного наследия регионального значения[4]
- Казармы для рабочих Товарищества мануфактур Ивана Бутикова (1891, Пречистенская набережная, 15, стр. 1)[4];
- Церковь Троицы Живоначальной при Богородско-Глуховской мануфактуре (1891—1892, Ногинск, Глухово), не сохранилась[3][5];
- Доходный дом А. А. Бирюковой (1895, Москва, Бобров переулок, 6), ценный градоформирующий объект[4];
- Деревянный летний театр (1896, Пушкино), не сохранился[3];
- Котельная Товарищества мануфактур Ивана Бутикова (1896, Москва, Пречистенская набережная, 15, стр. 4)[4];
- Доходный дом И. Е. и С. И. Сытовых (1895, Мясницкая улица, 22/5/2 — Банковский переулок, 2/5/22 — Кривоколенный переулок, 5/22/2, стр. 1Б), ценный градоформирующий объект[4];
- Фабрика церковной утвари с магазином И. Е. Сытова (1896, Москва, Мясницкая улица, 22/5/2 — Банковский переулок, 2/5/22 — Кривоколенный переулок, 5/22/2, стр. 3)[4];
- Городская усадьба В. П. Разумовской — В. Д. Поповой — Еремеевых, совместно с В. А. Балашовым (кон. XIX в., Москва, Маросейка, 2/15), объект культурного наследия регионального значения[4];
- Доходный дом (1900, Мясницкая улица, 22/5/2 — Банковский переулок, 2/5/22 — Кривоколенный переулок, 5/22/2, стр. 4), ценный градоформирующий объект[4];